# Сомпольниця
Сомпольниця (пол. Sąpolnica, нім. Zampelhagen) — село в Польщі, у гміні Новоґард Голеньовського повіту Західнопоморського воєводства.
Населення — 75 осіб (2011).
У 1975-1998 роках село належало до Щецинського воєводства.

## Демографія
Демографічна структура станом на 31 березня 2011 року:
|          | Загалом | Допрацездатний вік | Працездатний вік | Постпрацездатний вік |
| -------- | ------- | ------------------ | ---------------- | -------------------- |
| Чоловіки | 38      | 5                  | 31               | 2                    |
| Жінки    | 37      | 8                  | 26               | 3                    |
| Разом    | 75      | 13                 | 57               | 5                    |